# Ізюмська округа
Ізю́мська окр́уга — адміністративно-територіальна одиниця Української СРР в 1923–1930 роках. Утворена 1923 року у складі Харківської губернії. Окружний центр — місто Ізюм. Налічувала 11 районів. Протягом 1924–1930 років змінювалися межі округи. Ліквідована 2 вересня 1930 року.
На північному сході і сході округа межувала з Куп'янською округою, на півдні з Артемівською та  Дніпропетровською, та з Харківською на заході і північному заході.

## Склад округи

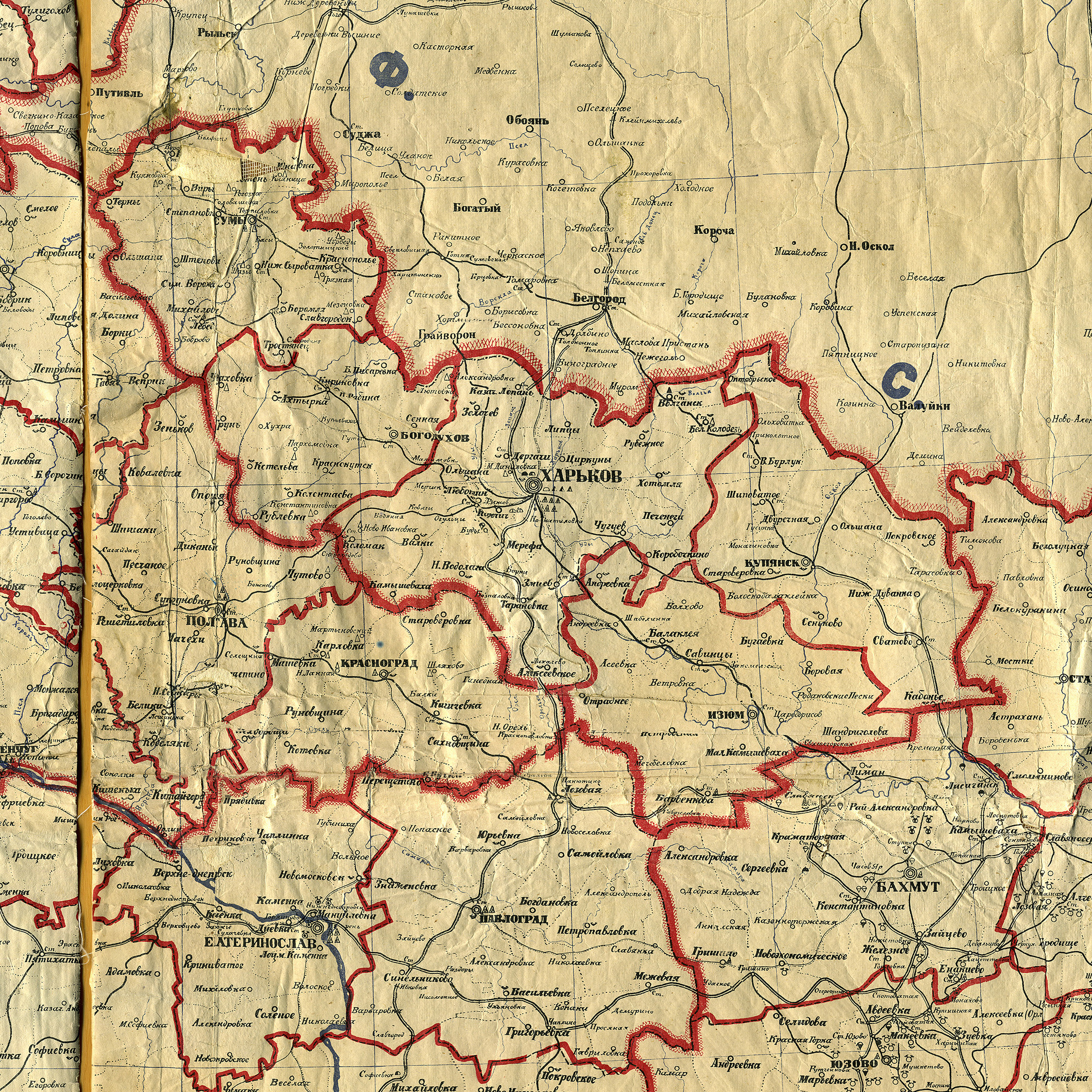
Карта Ізюмської  округи у складі Харківської губернії, 1923
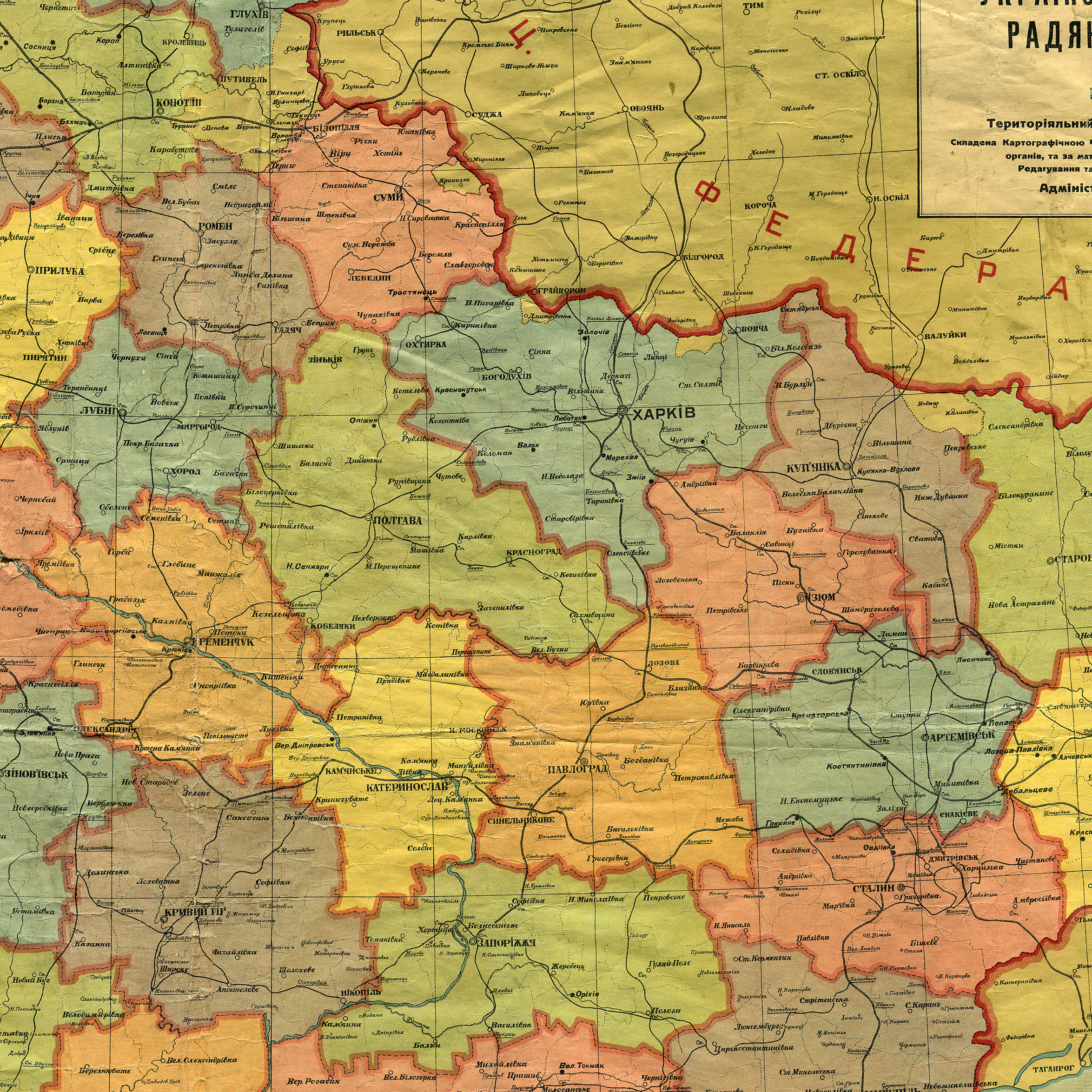
Карта Ізюмської округи, адміністративні межі станом на 1 жовтня 1925
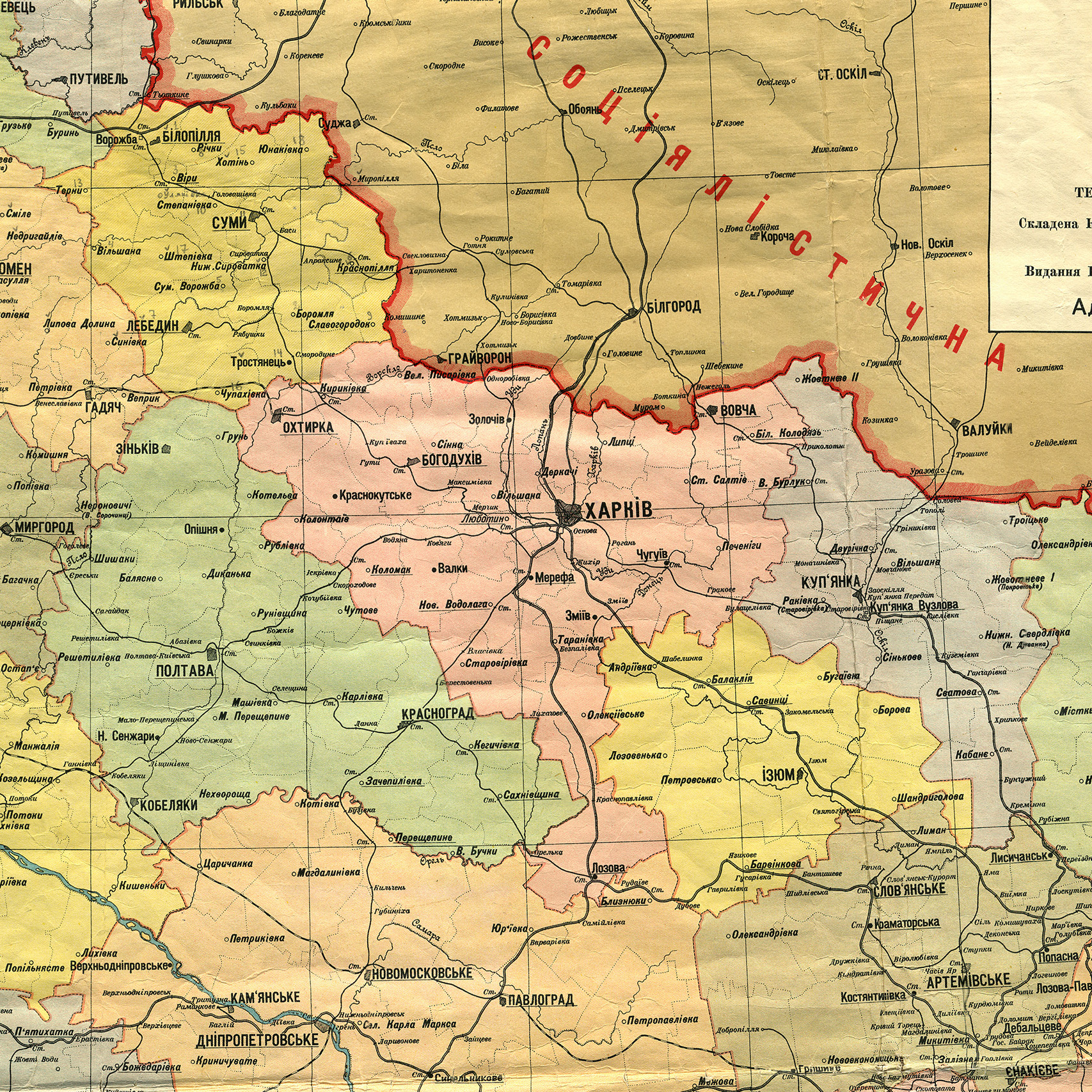
Карта Ізюмської округи, адміністративні межі станом на 1 березня 1927

## Населення
Згідно з Всесоюзним переписом населення 1926 року в окрузі проживало 378 030 осіб (48,86% чоловіків і 51,14% жінок). З них 11 962 були міськими, а 366 068 сільськими жителями.

### Національний склад
За національним складом 83,8% населення були українці, 15% росіяни, 0,7% німці, інші національності загалом 0,5%.
| Район             | Населення, осіб | Національний склад, % | Національний склад, % | Національний склад, % | Національний склад, % | Національний склад, % |
| Район             | Населення, осіб | українці              | росіяни               | німці                 | євреї                 | поляки                |
| ----------------- | --------------- | --------------------- | --------------------- | --------------------- | --------------------- | --------------------- |
| м. Ізюм           | 9 550           | 81,2                  | 13,3                  | 0,2                   | 2,8                   | 0,6                   |
| Андріївський      | 44 109          | 81,3                  | 18,5                  |                       |                       |                       |
| Балакліївський    | 43 136          | 89,2                  | 10,2                  |                       | 0,1                   | 0,1                   |
| Барвінківський    | 43 113          | 91,6                  | 2,4                   | 5,2                   | 0,4                   | 0,1                   |
| Борівський        | 34 421          | 99,4                  | 0,3                   |                       |                       |                       |
| Бугаївський       | 19 949          | 95,7                  | 4,0                   |                       |                       |                       |
| Ізюмський         | 58 841          | 96,3                  | 3,1                   | 0,1                   |                       | 0,1                   |
| Лозовеньківський  | 31 449          | 54,0                  | 45,1                  | 0,7                   |                       |                       |
| Петрівський район | 37 126          | 59,6                  | 40,1                  |                       |                       |                       |
| Савинський        | 24 657          | 92,4                  | 7,5                   |                       |                       | 0,1                   |
| Шандригайлівський | 31 744          | 73,9                  | 25,7                  |                       |                       |                       |
| Ізюмська округа   | 378 095         | 83,8                  | 15,0                  | 0,7                   | 0,1                   | 0,1                   |

### Мовний склад
Рідна мова населення Ізюмської округи за переписом 1926 року
| Район             | Населення, осіб | Рідна мова, % | Рідна мова, % | Рідна мова, % |
| Район             | Населення, осіб | українська    | російська     | інша          |
| ----------------- | --------------- | ------------- | ------------- | ------------- |
| м. Ізюм           | 9 550           | 52,5          | 45,0          | 2,5           |
| Андріївський      | 44 109          | 79,3          | 20,4          | 0,3           |
| Балакліївський    | 43 136          | 87,8          | 11,4          | 0,9           |
| Барвінківський    | 43 113          | 86,5          | 7,8           | 5,7           |
| Борівський        | 34 421          | 97,7          | 1,6           | 0,7           |
| Бугаївський       | 19 949          | 95,6          | 4,1           | 0,3           |
| Ізюмський         | 58 841          | 94,1          | 5,4           | 0,5           |
| Лозовеньківський  | 31 449          | 52,3          | 46,7          | 1,0           |
| Петрівський район | 37 126          | 56,1          | 43,3          | 0,6           |
| Савинський        | 24 657          | 91,9          | 7,9           | 0,2           |
| Шандригайлівський | 31 744          | 73,0          | 26,7          | 0,3           |
| Ізюмська округа   | 378 095         | 81,0          | 17,8          | 1,2           |

## Керівники округи

### Відповідальні секретарі окружного комітетуКП(б)У
- Ізаков (1923—.04.1924)
- Антипов (.04.1924—1925)
- Рутковський Володимир Іванович (1925—.11.1928)
- Ісакович Володимир Миколайович (.11.1928—1929)
- Мірошниченко В. О. (1929—.08.1930)

### Голови окружного виконавчого комітету
- Махно Тимофій Дмитрович (1923—1924)
- Бойко Петро Дмитрович (1924—1926)
- Лихачов Кузьма Васильович (1926—.11.1928)
- Остапенко Іван Григорович (.11.1928—.08.1930)